# Национальный Полоцкий историко-культурный музей-заповедник
Национальный Полоцкий историко-культурный музей-заповедник (бел. Нацыянальны Полацкi гісторыка-культурны музей-запаведнік) — объединение музеев и охраняемых территорий города Полоцка. Заповедник имеет республиканское значение и областное подчинение. Территория заповедника составляет 64,7 га.

## История
В 1968 году Полоцкий историко-археологический заповедник стал филиалом Краеведческого музея. В 1985 году заповеднику был придан статус самостоятельного музейного объединения. В 1990 году было принято Постановление «О Полоцком историко-культурном заповеднике» и утверждено Положение «О Полоцком историко-культурном заповеднике республиканского значения». В 1997 году присвоено название историко-культурного музея-заповедника, с 2004 года — Национального Полоцкого историко-культурного музея-заповедника.

## Концепция
Заповедник с его охранной зоной, существующими и будущими музеями является ядром, которое будет способствовать трансформации Полоцка в город-музей. Цель существования музея-заповедника — в охране исторической территории, сохранении, изучении и реставрации памятников, а также приспособлении их под музейные экспозиции.

## Фонды
Музейный фонд заповедника разделён на коллекции: живопись, графика, скульптура, народное искусство, нумизматика, археология, этнография, стекло, фарфор, оружие, одежда, мебель, рукописные и старопечатные книги, документы, печатные издания, фото- и фономатериалы и другое. Самыми большими коллекциями являются коллекции нумизматики, археологии, фотоматериалов и печатных изданий.
Экспонируется около 20 % музейных предметов основного фонда. Ежегодно происходит пополнение в среднем на 2000 единиц.

## Структура
Все недвижимые (архитектурные и археологические) и движимые (80 000 единиц хранения) памятники Полоцка включены в музейное собрание Национального Полоцкого историко-культурного музея-заповедника. В составе заповедника насчитывается одиннадцать музеев:
- Детский музей
- Краеведческий музей
- Музей белорусского книгопечатания
- Музей-библиотека Симеона Полоцкого
- Музей боевой славы
- Музей истории архитектуры Софийского собора
- Музей-квартира Героя Советского Союза З. М. Туснолобовой-Марченко
- Музей традиционного ручного ткачества Поозерья
- Природно-экологический музей
- Стационарная выставка «Прогулка по Нижне-Покровской»
- Художественная галерея

Кроме музеев в состав заповедника включены охраняемые территории Полоцка:
- Селище и Городище (VI—VIII вв.);
- Заполотье (1 тыс. до н. э.);
- Верхний замок с Софийским собором (XI—XVIII вв.);
- Нижний замок с Валом Ивана Грозного (XVI в.);
- Спасо-Преображенская церковь с фресками и фундаменты храма-усыпальницы (XII в.);
- Комплекс бывшего Бельчицкого (Борисоглебского) монастыря (XII в.);
- «Домик Петра I» (XVII в.);
- Комплекс бывшего иезуитского коллегиума с подпорной стеной (XVIII в.);
- «Тёплая» Евфросиньевская церковь (XIX в.);
- Крестовоздвиженский собор (XIX в.);
- Комплекс Богоявленского монастыря с собором и братской школой (XVIII в.);
- Лютеранская кирха (начало XX в.);
- Красный мост (XIX в.).

## Награды
- Специальная премия Президента Республики Беларусь деятелям культуры и искусства (4 января 2006 года)— за значительный вклад в развитие музейного дела, создание в составе музея-заповедника детского и природно-экологического музеев[3].